# David Letterman
David Michael Letterman (* 12. dubna, 1947) je americký komik a moderátor talk show. Je znám díky uvádění Noční show Davida Lettermana na televizní stanici CBS. Předtím uváděl podobný pořad Late Night with David Letterman na NBC.
Je i televizní a filmový producent. Mezi jeho produkce například patří sitcom Raymonda má každý rád. Vlastní společnost Worldwide Pants, která produkuje například show The Late Late Show With Craig Ferguson.
V roce 1995 předával Oscary. Jeho humor lze charakterizovat jako humor ironický, absurdně komediální a sebe-ironický.
Mezi jeho idoly patří Steve Allen, Johnny Carson, Julia Roberts. Ovlivnil osobnosti jako Conan O'Brien či Jimmy Kimmel.
Ve svých pořadech se pohádal například se Cher, Shirley MacLaine, i s Madonnou (v roce 1994).